# MIF4GD
MIF4GD (англ. MIF4G domain containing) – білок, який кодується однойменним геном, розташованим у людей на 17-й хромосомі. Довжина поліпептидного ланцюга білка становить 222 амінокислот, а молекулярна маса — 25 423.
| 10         |  | 20         |  | 30         |  | 40         |  | 50         |
| ---------- |  | ---------- |  | ---------- |  | ---------- |  | ---------- |
| MGEPSREEYK |  | IQSFDAETQQ |  | LLKTALKDPG |  | AVDLEKVANV |  | IVDHSLQDCV |
| FSKEAGRMCY |  | AIIQAESKQA |  | GQSVFRRGLL |  | NRLQQEYQAR |  | EQLRARSLQG |
| WVCYVTFICN |  | IFDYLRVNNM |  | PMMALVNPVY |  | DCLFRLAQPD |  | SLSKEEEVDC |
| LVLQLHRVGE |  | QLEKMNGQRM |  | DELFVLIRDG |  | FLLPTGLSSL |  | AQLLLLEIIE |
| FRAAGWKTTP |  | AAHKYYYSEV |  | SD         |  |            |  |            |

A: Аланін

C: Цистеїн

D: Аспарагінова кислота

E: Глутамінова кислота

F: Фенілаланін

G: Гліцин

H: Гістидин

I: Ізолейцин

K: Лізин

L: Лейцин

M: Метіонін

N: Аспарагін

P: Пролін

Q: Глутамін

R: Аргінін

S: Серин

T: Треонін

V: Валін

W: Триптофан

Задіяний у таких біологічних процесах, як регуляція трансляції, альтернативний сплайсинг. 
Локалізований у цитоплазмі, ядрі.